# Otona ni Narutte Muzukashii!!!
Singles de S/mileage
Suki Chan
(2009) Yume Miru Fifteen
(2010)
 Otona ni Narutte Muzukashii!!!  (オトナになるって難しい!!!) est le 4e single dit "indie" du groupe de J-pop S/mileage.

## Présentation
Le single, écrit, composé et produit par Tsunku, sort le 14 mars 2010 au Japon sur un label lié à Up-Front Works, quatre mois après le précédent single du groupe, Suki Chan. C'est le dernier single du groupe à sortir "en indépendant" ; les suivants sortiront "en major" sur le label hachama. Il ne contient qu'un titre et sa version instrumentale, et n'est disponible qu'en distribution limitée, vendu en ligne et dans quelques boutiques. Il atteint cependant la 42e place du classement des ventes de l'oricon, et reste classé pendant trois semaines. Le single sort aussi au format "Single V" (vidéo DVD contenant le clip vidéo) trois semaines plus tard, le 3 avril 2010.
La chanson-titre est utilisée comme premier générique de fin de la série anime Hime-chen! Otogichikku Idol Lilpri, dont le trio d'héroïnes est doublé par trois des chanteuses du groupe. La chanson figurera également trois mois plus tard sur le premier single de Lilpri (le groupe composé des trois doubleuses), Little Princess Pri!, dont la chanson-titre sert de générique d'ouverture de la série. Elle figurera aussi en fin d'année sur le premier album de S/mileage, Warugaki 1.

## Formation
Membres du groupe créditées sur le single :
- Ayaka Wada
- Yūka Maeda
- Kanon Fukuda
- Saki Ogawa

## Liste des titres
Single CD
1. Otona ni Narutte Muzukashii!!!  (オトナになるって難しい!!!?)
2. Otona ni Narutte Muzukashii!!! (instrumental)  (オトナになるって難しい!!!...?)

Single V (DVD)
1. Otona ni Narutte Muzukashii!!!  (オトナになるって難しい!!!?) (clip vidéo)
2. Making Eizo  (メイキング映像?)